# Tuomo Vimpari
Tuomo T. Vimpari (ur. 29 sierpnia 1968 w Nokii) – fiński duchowny katolicki, od 2024 podsekretarz Papieskiej Rady ds. Tekstów Prawnych.

## Życiorys
22 maja 1999 otrzymał święcenia kapłańskie i został inkardynowany do diecezji helsińskiej. Otrzymał przygotowanie do służby dyplomatycznej na Papieskiej Akademii Kościelnej. W 2006 rozpoczął pracę w nuncjaturze apostolskiej na Ukrainie. Następnie był sekretarzem nuncjatury w Niemczech (2009–2015). W kolejnych latach ppracował jako radca nuncjatur: w Indiach (2015–2018), Nigerii (2018–2020). W 2020 został pracownikiem sekcji I Sekretariatu Stanu Stolicy Apostolskiej. W latach 2023–2024 był ponownie radcą nuncjatury w Bukareszcie.
7 sierpnia 2024 został mianowany przez papieża Franciszka podsekretarzem Papieskiej Rady ds. Tekstów Prawnych.